# Vilaplana
Vilaplana – gmina w Hiszpanii, w prowincji Tarragona, w Katalonii, o powierzchni 23,27 km². W 2011 roku gmina liczyła 628 mieszkańców.